# Варшувка (Великопольське воєводство)
Варшувка (пол. Warszówka) — село в Польщі, у гміні Блізанув Каліського повіту Великопольського воєводства.
Населення — 346 осіб (2011).
У 1975-1998 роках село належало до Каліського воєводства.

## Демографія
Демографічна структура станом на 31 березня 2011 року:
|          | Загалом | Допрацездатний вік | Працездатний вік | Постпрацездатний вік |
| -------- | ------- | ------------------ | ---------------- | -------------------- |
| Чоловіки | 166     | 43                 | 112              | 11                   |
| Жінки    | 180     | 35                 | 110              | 35                   |
| Разом    | 346     | 78                 | 222              | 46                   |